# 达妮埃勒·奥夫曼-里斯帕尔
达妮埃勒·奥夫曼-里斯帕尔（法語：Danièle Hoffman-Rispal，1951年6月22日—2020年4月16日），法国政治人物，曾任巴黎副市长、国民议会议员。

## 生平
1974年加入社会党，投身政治。1995年至2008年，担任巴黎市议会议员。2001年至2008年，担任巴黎副市长。2002年至2014年，担任法国国民议会议员。一生致力于反种族主义斗争。2017年参议院选举落选。2020年4月16日因癌症逝世。

## 荣誉
- 法国荣誉军团骑士勋章（2014年12月31日）[3]